# 동진 폐제

진 폐제 사마혁(晉 廢帝 司馬奕, 342년 ~ 386년 11월 23일)는 중국 동진의 제7대 황제(재위: 365년 ~ 371년 12월)이다. 권신 환온에게 폐위되어 해서현공(海西縣公)으로 강등되었고, 묘호와 시호는 없다.

## 생애
342년에 태어났으며 애제의 친동생이다. 자는 연령으로 1살 때 동해왕이 되었다가 361년 5월에 낭야왕에 책봉되었다.
365년 2월에 애제가 사망하자 후사가 없어 사마혁이 뒤를 이었다.
실권자였던 대사마 환온은 자기의 재략과 성망을 믿고 북벌을 해왔으나, 결국 모두 실패했다. 일찍부터 반역의 뜻을 품고 베개를 어루만지면서 '대장부로서 후손에게 이름을 전하지 못할 바에는 악명을 천추에 남기는게 낫다!'라면서 북벌을 통해 명망을 높이고 정권을 강화해 찬탈을 꿈꿨지만 북벌이 실패해서 다른 방법으로 바꿨다.
371년에 환온은 사마혁을 폐하기 위해 사마혁의 흠집을 찾아내려고 했지만 사마혁이 워낙 신중하고 꼼꼼해서 찾지 못했다. 결국 사마혁의 잠자리 문제를 이용했는데 '황제는 일찍부터 중풍이 있어 여인들은 총애를 못 받고 침실에서 시중들던 전씨, 맹씨 등이 다른 남자에게서 세 아들을 낳아 황제로 만들 것이다'라고 루머를 퍼뜨렸다. 저태후는 진위도 알아내지 않고 사마혁을 남색가와 고자로 몰아 11월에 재위 7년 만에 폐위시키고 이듬해 1월에 해서현공으로 봉한 뒤 4월에 오현으로 유배보냈다. 사마혁은 이미 형세를 돌려세울 수 없다는 것을 알고 화를 면하기 위해 두문불출하고 밤낮 술과 여자에 빠져 지냈다.
386년에 45세의 나이로 오현에서 사망했다. 사실 환온이 퍼뜨린 소문은 다 거짓이었으며 사마혁에게는 세 아들이 있었다.

## 기년
| 폐제        | 원년            | 2년        | 3년        | 4년        | 5년        | 6년        |
| ----------- | --------------- | ---------- | ---------- | ---------- | ---------- | ---------- |
| 서력 (西曆) | 366년           | 367년      | 368년      | 369년      | 370년      | 371년      |
| 간지 (干支) | 병인(丙寅)      | 정묘(丁卯) | 무진(戊辰) | 기사(己巳) | 경오(庚午) | 신미(辛未) |
| 연호 (年號) | 태화(太和) 원년 | 2년        | 3년        | 4년        | 5년        | 6년        |